# Geshmīrān
Geshmīrān (persiska: گشمیران) är en ort i Iran.   Den ligger i provinsen Kerman, i den sydöstra delen av landet, 1 100 km sydost om huvudstaden Teheran. Geshmīrān ligger 937 meter över havet och antalet invånare är 421.
Terrängen runt Geshmīrān är kuperad åt nordväst, men åt sydost är den platt. Runt Geshmīrān är det glesbefolkat, med 8 invånare per kvadratkilometer. Geshmīrān är det största samhället i trakten. Trakten runt Geshmīrān är ofruktbar med lite eller ingen växtlighet.